# Adelcrantz
Ej att förväxla med ätten Adlercrantz
Adelcrantz är en friherrlig svensk ätt som upphöjdes i adligt stånd 1712 genom kammarskrivaren Josua Törnqvists son arkitekten Göran Josuæ Adelcrantz (1668–1739), som före adlandet hette Törnqvist, och vars söner arkitekten Carl Fredrik Adelcrantz (1716–1796) 1766 och hovrättsrådet Emanuel Adelcrantz (1721–1788) i sin tur 13 maj 1777 fick friherrlig värdighet.
Carl Fredrik Adelcrantz blev friherre 12 december 1766 (introducerad 1776 under nummer 274). Friherrebrevet erhöll han först 13 maj 1777 med kunglig underskrift, i det Gustav III denna dag bekräftade upphöjelsen och därvid utsträckte den även till yngre brodern Emanuel. Arkitekten Carl Fredrik Adelcrantz var ogift, men brodern Emanuel Adelcrantz, vice presidenten i Göta hovrätt, var gift från 1754 med Fredrica Amalia Grubbe (Grubbenhjelm) (1727–1810). Barn: Anna Maria Adelcrantz (1756–1796), ogift, Carl Gustaf Adelcrantz (1757–1786), löjtnant, ogift, Fredrica Amalia Adelcrantz (1759–1761), Hedvig Charlotta Adelcrantz (1762–1826), ogift, Eva Ulrika Adelcrantz (1767–1848), ogift, Fredrica Lovisa Adelcrantz ( 1771–1860), ogift. Släkten utslocknade med Carl Fredrik Adelcrantz 1796. Han avled ogift den 1 mars 1796 i Stockholm, då med honom utgick på svärdssidan friherrliga ätten Adelcrantz, samt begraven i Katarina kyrka, varvid vapnet krossades av auditören Fredrik Fabian Montgomery.